# Reforma Agrária Chinesa
O movimento de reforma agrária da China (chinês tradicional: 土地改革運動; chinês simplificado: 土地改革运动), também conhecido como reforma agrária chinesa, foi uma campanha lançada pelo líder do Partido Comunista, Mao Tsé-Tung, durante a fase final da Guerra Civil Chinesa e na fase inicial da República Popular da China.
A campanha envolveu o assassinato em massa de senhorios de terras por inquilinos, conforme encorajado por Mao, e a redistribuição de terras ao campesinato. Em 1953, o governo chinês afirmou que terras agrícolas de 700 milhões de mu (亩), ou 47 milhões de hectares, haviam sido redistribuídas para mais de 300 milhões de camponeses. Enquanto isso, os estudiosos estimam que entre centenas de milhares a 4,7 milhões de senhorios e seus familiares foram mortos. Além disso, a reforma agrária chinesa destruiu os valores morais e a cultura tradicional nas áreas rurais da China continental e executou um grande número de membros das elites.
No entanto, a partir de 1953, o Partido Comunista Chinês (PCCh) lançou a "campanha de transformação socialista" e começou a implementar a propriedade coletiva das terras desapropriadas por meio da criação de "cooperativas de produção agrícola". Os direitos de propriedade da terra foram retirados dos camponeses novamente e transferidos para "propriedade do Estado". Um exemplo notável é a "comuna popular".

## Contexto
A reforma agrária tinha antecedentes históricos na China. No meio do século XIX, a Rebelião Taiping teve um programa efêmero de confisco e redistribuição de terras e após a Revolução Xinhai em 1911, o fundador do Partido Nacionalista Chinês Sun Yat-sen defendeu um programa de "terra para o lavrador" que foi parcialmente implementado pelo governo Nacionalista sob Chiang Kai-shek.
Numerosos membros do Partido Comunista também participaram do movimento de reforma rural não-comunista.

### Fundamento ideológico
Já em 1927, Mao Zedong acreditava que o campo seria a base da revolução. A reforma agrária era fundamental para o PCCh tanto para realizar seu programa de igualdade social quanto para estender seu controle ao campo. Ao contrário da Rússia antes da revolução, os camponeses na China imperial não estavam em servidão feudal a grandes propriedades; eles eram proprietários de suas terras ou as alugavam. Eles comercializavam suas colheitas por dinheiro nos mercados das aldeias, mas as elites locais usavam suas conexões com a burocracia para dominar a sociedade local. Quando o governo central começou a perder o controle no final do século XIX e depois se desintegrou após 1911, as elites locais e as organizações de clãs se tornaram ainda mais poderosas.
O "Relatório sobre uma Investigação do Movimento Camponês em Hunan" referido simplesmente por "Relatório de Hunan"  escrito por Mao em 1927, defendeu uma estratégia de mobilizar os camponeses pobres para realizar "luta" (douzheng); uma posição que diferia do foco marxista clássico no proletariado urbano como a classe revolucionária. A partir desse ponto, Mao rejeitou a ideia de uma reforma agrária pacífica, argumentando que os camponeses não poderiam alcançar verdadeira libertação a menos que participassem da derrubada violenta dos senhores de terra. Na visão de Mao, as revoltas camponesas eram eventos orgânicos, e como um "partido revolucionário", os comunistas deveriam optar por liderá-las em vez de ficar no caminho delas ou "ficar para trás" e criticar. Ele concluiu que "[s]em usar a maior força, os camponeses não podem possivelmente derrubar a autoridade profundamente enraizada dos senhores de terra, que dura há milhares de anos."

Em um discurso no Segundo Congresso Nacional em 1934, Mao abordou a importância da reforma agrária no contexto da luta contra a guerra civil contra os Nacionalistas:
Se apenas mobilizarmos o povo para conduzir a guerra e não fizermos mais nada, podemos ter sucesso em derrotar o inimigo? Claro que não. Se quisermos vencer, devemos fazer muito mais. Devemos liderar a luta dos camponeses pela terra e distribuir a terra para eles [...] Se cuidarmos desses problemas, resolvê-los e satisfizermos as necessidades das massas, nos tornaremos realmente organizadores do bem-estar das massas, e elas se reunirão verdadeiramente ao nosso redor e nos darão seu caloroso apoio.
A análise de Mao dividiu a sociedade rural em cinco classes: senhores de terra, fazendeiros ricos, fazendeiros intermediários, camponeses pobres e trabalhadores agrícolas. Essa análise baseava-se na relação de uma pessoa com os meios de produção. Senhores de terra e fazendeiros ricos eram definidos como aqueles que obtinham renda da exploração do trabalho alheio e tinham renda superior às suas necessidades. Fazendeiros intermediários eram aqueles que possuíam suas próprias terras, obtinham renda de seu próprio trabalho e não estavam endividados nem tinham excedente significativo. Camponeses pobres eram definidos como aqueles que possuíam alguma terra, mas também precisavam trabalhar para senhores de terra ou fazendeiros ricos para sobreviver. Trabalhadores agrícolas não possuíam terra alguma.

### Campanhas anteriores do Partido Comunista
O PCCh lançou diversas campanhas rurais como precursoras do movimento de reforma agrária. Essas campanhas em massa ajustaram os aluguéis e juros de forma mais favorável aos inquilinos, devolveram depósitos excessivos aos locatários e, de maneira geral, enfraqueceram as elites rurais tradicionais.

#### Em Minxi
Em 1928, Deng Zihui iniciou experimentos de reforma agrária em Minxi. Os esforços de Deng incluíram um método de desenvolvimento de políticas de baixo para cima, por meio da consulta aos moradores locais e da adoção de suas sugestões práticas, ao mesmo tempo em que reservavam questões políticas mais amplas e expansão para avaliação do Partido Comunista. Alguns estudiosos veem Deng (em oposição a Mao) como o primeiro a experimentar a reforma agrária ao estabelecer "vilas-modelo" e disseminar "experiências-modelo".
Até 1930, os experimentos com a reforma agrária em Minxi haviam sido amplamente divulgados em publicações do Partido Comunista e se tornaram um ponto de referência importante para as políticas de terras do Soviético Jiangxi de 1931 a 1934.

#### Na República Soviética Chinesa (1931–1937)
Na República Soviética Chinesa, o PCCh emitiu a Lei de Terras de 1931 da República Soviética Chinesa. Ela exigia:
Todas as terras pertencentes a senhores feudais, valentões locais e elite malévola, senhores da guerra, burocratas e outros grandes senhorios privados, independentemente de trabalharem as terras eles mesmos ou alugá-las, serão confiscadas sem compensação. As terras confiscadas serão redistribuídas para os camponeses pobres e intermediários por meio da [RSC]. Os antigos proprietários das terras confiscadas não terão direito a receber alocações de terras.
A propriedade dos fazendeiros ricos também foi confiscada, embora os fazendeiros ricos tivessem direito a receber terras de qualidade inferior se as cultivassem eles mesmos. Até 1932, o PCCh havia igualado a posse de terras e eliminado a dívida na RSC.
Embora a Lei de Terras de 1931 tenha permanecido a política oficial no território da RSC até a derrota dos Nacionalistas na RSC em 1934, o PCC se tornou mais radical em sua análise de classes após 1932, resultando em camponeses intermediários anteriores sendo vistos como fazendeiros ricos.

#### Na Região de Fronteira Shanxi-Chahar-Hebei
Durante a Segunda Guerra Sino-Japonesa, o PCCh construiu uma coalizão de classes mais ampla na Região de Fronteira Shanxi-Chahar-Hebei. Suas políticas de terras eram mais moderadas do que em outros períodos, focando em deduções de aluguel e taxas de juros. A implementação dessas reformas acelerou após 1943.

## Processo
A reforma agrária na China não foi apenas um processo econômico ou administrativo de tomada e redistribuição de títulos ou propriedade legal da terra. Foi um movimento de massa liderado pelo partido que transformou os camponeses em participantes ativos e que buscou mudanças políticas e ideológicas para além da questão econômica imediata da propriedade da terra.
A reforma agrária progrediu de maneira desigual por região e em diferentes períodos de tempo. No norte da China, que havia sido governado pelos comunistas desde 1935, os camponeses eram mais radicais. A reforma agrária foi realizada de forma mais rápida e violenta do que no sul, especialmente a partir de 1950. As questões relacionadas à reforma agrária também eram motivo de debate dentro do Partido Comunista Chinês (PCCh), e os líderes discordavam sobre questões como o nível de violência a ser usado; se deveriam atrair ou direcionar os camponeses médios, que cultivavam a maior parte da terra; ou redistribuir toda a terra para os camponeses pobres.
Os senhorios eram submetidos a "sessões de luta" públicas organizadas pelo PCCh, onde eram acusados de crimes contra os camponeses e, às vezes, condenados à morte, incluindo sendo mortos em público pelos camponeses nessas reuniões em massa. A luta era confrontacional por design, em conformidade com a visão de Mao de que as massas deveriam participar ativamente na vingança das injustiças passadas. A "expressão da amargura", definida como "articular a história de opressão e exploração por inimigos de classe e, assim, estimular o ódio de classe dos outros, e ao mesmo tempo consolidar a posição de classe própria", foi usada para direcionar o ressentimento dos camponeses em relação aos senhorios. Embora a violência não fosse necessariamente envolvida, a posição de Mao de que as massas deveriam ter liberdade para confrontar seus inimigos de classe significava que a violência camponesa contra aqueles considerados senhorios era comum.
No norte, os quadros do PCCh frequentemente tentavam conter a violência excessiva dos camponeses. A reforma agrária avançou mais lentamente e com menos violência no sul. Lá, a terra era de propriedade de clãs estendidos em vez de senhorios individuais, e os camponeses pobres às vezes faziam parte das mesmas redes de parentesco. Em contraste com o norte, o PCCh às vezes tinha dificuldade em convencer os camponeses mais pobres de que a terra deveria ser expropriada.
As mulheres rurais tiveram um impacto significativo no movimento, e o Partido Comunista fez esforços específicos para mobilizá-las. Ativistas do partido observaram que, como as mulheres camponesas estavam menos ligadas às estruturas de poder antigas, elas se opunham mais prontamente àqueles identificados como inimigos de classe. Em 1947, Deng Yingchao enfatizou em uma reunião de política de reforma agrária que "as mulheres funcionam como grandes mobilizadoras quando expressam sua amargura". A Federação das Mulheres da China pediu que os ativistas do partido incentivassem as mulheres camponesas a entender sua "amargura especial" de uma perspectiva de classe. As ativistas ajudaram as mulheres camponesas a se prepararem para falar em público, inclusive interpretando o papel de senhoras de terras para ajudar essas mulheres a praticar.
Até 1952, a redistribuição da terra estava geralmente concluída. A maioria dos senhorios havia sido autorizada a manter parcelas de terra depois de admitir crimes históricos, embora muitos tenham sido mortos. A quantidade de terra cultivada aumentou, junto com projetos de infraestrutura relacionados e disponibilidade de fertilizantes e inseticidas. Até 1952, a agricultura rural havia se tornado muito mais produtiva na China.

### Campanhas da era da Guerra Civil Chinesa (1946-1948)
Após a rendição do Japão na Segunda Guerra Sino-Japonesa, as campanhas de reforma agrária focaram na mobilização dos camponeses para se vingarem dos traidores que haviam colaborado com os japoneses. Os ocupantes japoneses e o governo nacionalista favoreceram os interesses dos senhorios.
Ao longo das campanhas de reforma agrária da era da Guerra Civil, as tendências para lutas violentas contra os senhorios coincidiram com um aumento dos combates na guerra; quando as forças nacionalistas ou os regimentos de retorno estavam presentes, a reforma agrária e a violência da Guerra Civil se sobrepunham.

#### 1946
No início da Guerra Civil em 1946, Mao começou a defender o retorno a políticas radicais para mobilizar a vila contra a classe dos senhorios, mas protegeu os direitos dos camponeses médios e especificou que os camponeses ricos não eram senhorios.
Em 4 de maio de 1946, o Comitê Central do Partido Comunista Chinês emitiu suas "Instruções sobre Questões de Terra". As Instruções de 4 de maio (também conhecidas como Diretiva de 4 de maio) exigiam que os comitês locais do partido apoiassem os senhorios que aprovassem a aquisição de terra pelo campesinato. Como parte do esforço para abordar algumas preocupações de proprietários de terras e daqueles a eles ligados, as Instruções de 4 de maio afirmaram que os senhorios que "tivessem mérito por resistir ao Japão" ficariam com mais terras e que as posses de terras dos camponeses mais ricos não seriam alteradas em grande parte. Foi enfatizado que, enquanto a terra dos senhores de terra deveria ser confiscada, a reforma agrária deveria abordar as posses dos camponeses ricos através de reduções de aluguel e juros. As Instruções de 4 de maio também previam que os dependentes de soldados e de quadros camponeses pobres deveriam ser os primeiros a receber terras, a fim de "consolidar e fortalecer o poder do povo e do exército". Camponeses pobres que não se enquadrassem em nenhuma dessas categorias foram o próximo grupo a receber prioridade para receber terras.
As Instruções de 4 de maio permitiam interpretações regionais e locais significativas. Em aldeias onde a reforma agrária estava ocorrendo pela primeira vez, o Escritório da China Oriental permitia que pequenos e médios senhorios doassem terras; aqueles que o fizessem podiam manter mais terras do que o camponês médio médio. O Escritório do Nordeste adotou uma abordagem semelhante, permitindo até que a maioria dos camponeses que haviam servido ao regime de Manchukuo japonês se desculpasse e mantivesse suas terras. Na Região de Fronteira Shanxi-Chahar-Hebei, as instruções para implementar a Diretiva de 4 de maio afirmavam que a intenção era conceder terra ao lavrador em vez de redistribuição igualitária. Em contraste com essas abordagens, o Escritório da China Central caminhou mais firmemente em direção à igualdade de terras.
A Diretiva de 7 de julho de 1946 desencadeou dezoito meses de conflito intenso, durante os quais toda a propriedade de ricos camponeses e senhores de terra de todos os tipos seria confiscada e redistribuída para os camponeses pobres. As equipes de trabalho do partido (gongzuodui) foram o principal instrumento da reforma agrária e passaram de aldeia em aldeia, dividindo a população em senhores de terra, ricos, médios, pobres e camponeses sem terra. Como as equipes de trabalho não envolviam os aldeões no processo, os camponeses ricos e médios rapidamente retomaram o poder.

#### 1947
Em abril de 1947, a Região de Fronteira Shanxi-Chahar-Hebei iniciou um Movimento de Reinvestigação da Terra, no qual organizações de massas de camponeses pobres investigaram e ajustaram os resultados da distribuição de terras durante a Segunda Guerra Sino-Japonesa. Durante esse Movimento de Reinvestigação da Terra, foi determinado que os senhorios não poderiam ser completamente desapossados de terras, a menos que tivessem colaborado com os invasores japoneses ou desertado para os nacionalistas. Também foi determinado que os interesses dos camponeses médios não poderiam ser violados.
De julho a setembro de 1947, o Partido Comunista realizou uma Conferência Nacional de Terras para formular o Esboço da Lei de Terras Chinesa. Emitido em outubro de 1947, o Esboço identificou o objetivo da "[a]bolição da exploração feudal e semi-feudal do sistema de terras e a implementação do cultivador como proprietário do campo." O Esboço da Lei de Terras codificou a confiscação de terras dos camponeses ricos. De acordo com William H. Hinton, que observou partes posteriores da campanha, isso "desempenhou um papel tão importante quanto a Proclamação de Emancipação na Guerra Civil Americana de 1861-1865".
Diretivas de final de 1947 do PCCh pediram um tratamento mais indulgente para aliados entre a elite rural nas áreas de base estabelecidas, a quem o partido via como suficientemente esclarecidos. O PCCh instruiu as equipes de trabalho e os quadros a não diminuírem o entusiasmo das massas de camponeses, mas também a convencer os ativistas a minimizar as agressões e a se opor a execuções espontâneas.
O CCP enviou as equipes de trabalho de volta às aldeias para colocar os camponeses pobres e sem terra no comando, exigindo a eliminação do aluguel de terras, que ele comparou à exploração feudal, e a eliminação do status de senhorio. Em uma aldeia no sul de Hebei, observadores estrangeiros registraram que quatro pessoas foram apedrejadas até a morte, e Hinton relatou que pelo menos uma dúzia de supostos camponeses ricos ou senhorios foram espancados até a morte na aldeia que ele chamou de Longbow.

#### 1948
A violência do movimento de reforma agrária aumentou no início de 1948, levando alguns líderes do PCCh, como Xi Zhongxun e Ren Bishi, a criticarem o movimento. Ren anunciou uma mudança de política em janeiro de 1948, garantindo que os alvos do movimento ainda poderiam manter uma parcela da propriedade. Essa mudança de política contribuiu para uma mudança da luta econômica para a luta política. A diretriz de Mao em 18 de janeiro de 1948, Sobre Alguns Problemas Importantes da Política Atual do Partido, também marcou uma virada menos radical na reforma agrária e uma ampliação da coalizão do PCCh. O partido instruiu que menos senhorios deveriam ser alvos e as equipes de trabalho não deveriam espancar ou torturar seus alvos. De acordo com o Comitê Central do PCCh, "quanto menos pessoas atacarmos, melhor." Também declarou que embora "não considerar a classe de todo seja incorreto, devemos absolutamente evitar enfatizar demais a origem de classe a ponto de tudo ser reduzido à origem de classe."
Em junho de 1948, concluindo que a maioria dos camponeses estava satisfeita com as terras que haviam recebido e que alguns até estavam preocupados com mais campanhas de reforma agrária em massa devido às suas mudanças radicais no passado, o Partido Comunista encerrou a reforma agrária na Região de Fronteira Shanxi-Chahar-Hebei e no norte da China em geral (com exceção de uma área de aproximadamente dez milhões de pessoas). Mao dirigiu que, em áreas onde a reforma agrária ainda não havia sido realizada, deveria ser feita imediatamente e realizada apenas uma vez.
A reforma agrária foi um fator decisivo no resultado da Guerra Civil Chinesa. No momento da vitória do CCP, mais da metade da população que vivia em áreas comunistas havia participado da reforma agrária e mais de 25 milhões de hectares de terra haviam sido redistribuídos, em grande parte como resultado de confisco por parte de senhores de terra e camponeses ricos. Milhões de camponeses que obtiveram terras por meio do movimento juntaram-se ao Exército de Libertação do Povo ou auxiliaram em suas redes logísticas. De acordo com o acadêmico Brian DeMare, a redistribuição de terras foi um fator crítico no sucesso militar do PCCh na guerra civil, porque as reformas agrárias vincularam os interesses dos camponeses chineses do norte e nordeste ao sucesso do partido. O sucesso da reforma agrária significou que, na fundação da RPC em 1949, a China poderia afirmar de maneira credível que, pela primeira vez desde o final da dinastia Qing, havia conseguido alimentar um quinto da população mundial com apenas 7% das terras cultiváveis do mundo.

## Assassinato em massa de senhores de terras
Predefinição:Info/Conflito
As vítimas foram alvo com base em sua classe social em vez de sua etnia; o neologismo classicídio é usado para descrever os assassinatos. O assassinato em massa motivado por classe continuou quase durante os 30 anos de transformação social e econômica na China Maoísta, e ao final das reformas, a classe de senhores de terras havia sido em grande parte eliminada da China continental ou havia fugido para Taiwan.
O relatório de Mao de 1927 "Relatório sobre uma Investigação do Movimento Camponês em Hunan " abordou membros do PCCh que estavam preocupados com a violência dos camponeses contra os senhores de terras, argumentando que essas preocupações eram uma ferramenta para continuar a opressão dos camponeses. Nesse contexto, Mao cunhou seu famoso comentário de que "a revolução não é um jantar de gala." Mao escreveu em resposta a objeções à violência:

Está tudo bem. Não é "terrível" de jeito nenhum. É tudo menos "terrível". ... "É terrível!" é obviamente uma teoria para combater a ascensão dos camponeses em prol dos senhores de terras; é obviamente uma teoria da classe dos senhores de terras para preservar a antiga ordem feudal e obstruir o estabelecimento da nova ordem democrática; é obviamente uma teoria contrarrevolucionária.
A tolerância do PCCh, o incentivo a, ou os esforços para conter a violência dos camponeses contra os senhores de terras no curso do movimento de reforma agrária variaram ao longo do tempo e do local. Suas diretrizes nem sempre foram seguidas, e até mesmo nas rodadas finais de reforma agrária no início dos anos 1950, o futuro reformador Hu Yaobang teve que explicar que o chamado para "aniquilar" a classe dos senhores de terras significava tomar a propriedade dos senhores de terras, não as vidas deles.
Houve relatos de políticas que exigiam a execução pública de pelo menos um senhor de terras, e geralmente vários, em praticamente todas as aldeias. Um oficial relatou que 180 a 190 mil senhores de terras foram executados apenas na província de Guangxi, além disso, um professor de escola católica relatou que 2,5% de sua aldeia foi executada. Alguns condenados como senhores de terras foram enterrados vivos, desmembrados, estrangulados ou baleados. Em muitas aldeias, as mulheres dos senhores de terras foram "redistribuídas" como concubinas ou filhas para os camponeses ou forçadas a casar com os perseguidores de seus maridos.

### Estimativa do número de mortes
As estimativas para o número de mortes variam de uma estimativa inferior de 200.000 a 800.000, e estimativas mais altas de 2.000.000 até 5 milhões de execuções nos anos de 1949 a 1953, juntamente com 1,5 milhão a 6 milhões enviados para campos de "reforma através do trabalho" (Laogai), onde muitos pereceram. Philip Short escreveu que essas estimativas excluem centenas de milhares levados ao suicídio durante as "sessões de luta" das campanhas três-anti/cinco-anti, que também ocorreram na mesma época. Zhou Enlai estimou que 830.000 haviam sido mortos, enquanto Mao Zedong estimou que até 2 a 3 milhões foram mortos. Deng Zihui, Vice-Presidente do Conselho Militar e Administrativo do Centro-Sul, estimou que 15% dos 50.000.000 de senhores de terras e camponeses ricos da China haviam sido "condenados à morte", 25% haviam sido "enviados para campos de reforma pelo trabalho para remodelagem por meio de trabalho manual" e 60% para "participação em trabalho de produção sob supervisão". Nem todos os condenados à morte foram realmente executados e, portanto, não há maneira de saber o número exato de execuções realizadas.

### Retaliação por senhores de terras
Durante a Guerra Civil Chinesa, o Kuomintang estabeleceu o "Huanxiang Tuan" (chinês simplificado: 還鄉團, pinyin: Huán xiāng tuán), retraduzido do inglês para o português como "Legião do Retorno à Terra Natal" ou "Corpo do Retorno à Vila", que era composto por senhores de terras que buscavam o retorno de suas terras e propriedades redistribuídas pelos camponeses e guerrilheiros do PCCh, e a libertação dos camponeses recrutados à força e dos prisioneiros de guerra comunistas. Essas milícias acompanharam as forças do KMT ao avançar para o interior do país mesmo antes do início formal da Guerra Civil Chinesa no final de 1946. Sob o pretexto de pacificar o campo, as Legiões do Retorno à Terra Natal matavam indiscriminadamente civis e rotineiramente chantageavam, estupravam e extorquiam a população civil.
As Legiões do Retorno à Terra Natal conduziram sua campanha de guerrilha contra as forças do PCCh e colaboradores alegados até o final da guerra civil em 1949. Muitos senhores de terras usaram violência para se opor à reforma agrária mesmo após a derrota do Kuomintang em 1949. Alguns envenenaram poços, destruíram ferramentas agrícolas ou derrubaram florestas. O PCCh amplamente divulgou histórias dos crimes dos senhores de terras como propaganda para construir apoio à sua visão da classe dos senhores de terras como um todo maligno.

## Redistribuição de Terras
As terras confiscadas dos senhores de terras foram trazidas para a propriedade coletiva, resultando na criação das "Cooperativas de Produção Agrícola". Na metade dos anos 1950, uma segunda reforma agrária durante o Grande Salto Adiante compeliu os agricultores individuais a se juntarem a coletivos, que, por sua vez, foram agrupados em Comunas Populares com direitos de propriedade controlados centralmente e um princípio igualitário de distribuição. Essa política foi geralmente um fracasso em termos de produção. A China reverteu essa política em 1962 através da proclamação das Sessenta Regras. Como resultado, a propriedade dos meios básicos de produção foi dividida em três níveis, com a propriedade coletiva das terras investida na equipe de produção.
| Classificação    | Número de famílias (10.000) | Proporção de famílias (%) | População (10.000) | Proporção da população (%) | Terras agrícolas (10.000 mu) | Proporção de terras cultivadas (%) | Área média cultivada (mu) | Área cultivada per capita (mu) |
| ---------------- | --------------------------- | ------------------------- | ------------------ | -------------------------- | ---------------------------- | ---------------------------------- | ------------------------- | ------------------------------ |
| Agricultor Pobre | 6062                        | 57,44                     | 24123              | 52,37                      | 21503                        | 14,28                              | 3,55                      | 0,89                           |
| Camponês Médio   | 3081                        | 29,20                     | 15260              | 33,13                      | 46577                        | 30,94                              | 15,12                     | 3,05                           |
| Agricultor Rico  | 325                         | 3,08                      | 2144               | 4,66                       | 20566                        | 13,66                              | 63,24                     | 9,59                           |
| Senhorio         | 400                         | 3,79                      | 2188               | 4,75                       | 57588                        | 38,26                              | 144,11                    | 26,32                          |
| Outros           | 686                         | 6,49                      | 2344               | 5,09                       | 4300                         | 2,86                               | 6,27                      | 1,83                           |
| Total            | 10554                       | 100,00                    | 46059              | 100,00                     | 150534                       | 100,00                             | 14,26                     | 3,27                           |

| Classificação    | Número de famílias (%) | População (%) | Terras cultivadas (%) | Área cultivada per capita (mu) | Cabeças de gado grande (Cabeças/100 famílias) |
| ---------------- | ---------------------- | ------------- | --------------------- | ------------------------------ | --------------------------------------------- |
| Agricultor Pobre | 54,5                   | 52,2          | 47,1                  | 12,5                           | 46,73                                         |
| Camponês Médio   | 39,3                   | 39,9          | 44,3                  | 19,0                           | 90,93                                         |
| Agricultor Rico  | 3,1                    | 5,3           | 6,4                   | 25,1                           | 114,86                                        |
| Senhorio         | 2,4                    | 2,6           | 2,2                   | 12,2                           | 23,19                                         |
| Outros           | 0,7                    | --            | --                    | --                             | --                                            |
| Total            | 100,00                 | 100,00        | 100,00                | 15,3                           | 64,01                                         |

### Efeitos Econômicos

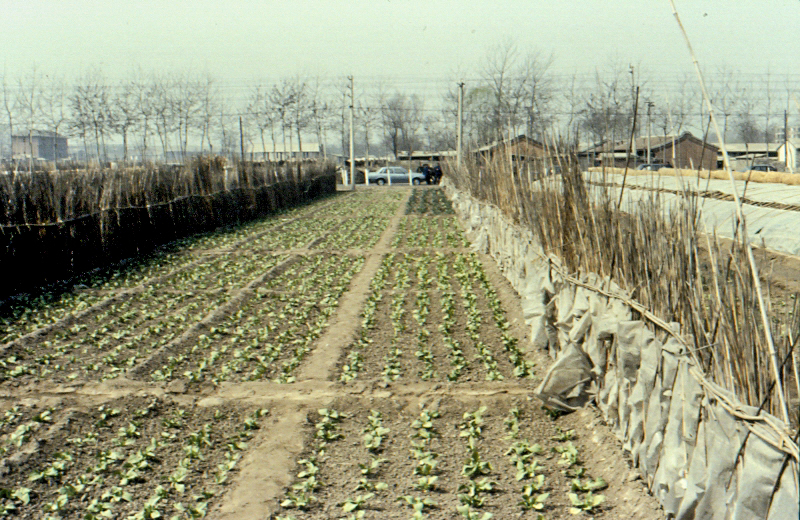
Um exemplo de fazenda coletiva em uma comuna popular.

Como um programa de reforma econômica, a reforma agrária teve sucesso na redistribuição de cerca de 43% das terras cultivadas da China para aproximadamente 60% da população rural. Os camponeses pobres aumentaram suas propriedades, enquanto os camponeses de classe média se beneficiaram mais devido à sua posição inicial sólida. O movimento expropriou terras de mais de dez milhões de senhores de terras. O historiador Walter Scheidel escreve que a violência da campanha de reforma agrária teve um impacto significativo na redução da desigualdade econômica. Ele cita como exemplo as campanhas dos anos 1940 em Zhangzhuangcun, uma vila famosa como "Arco Longo" pelo livro de William Hinton Fanshen. Embora camponeses pobres e de classe média já possuíssem 70% das terras:
Em Zhangzhuangcun, no norte do país, mais completamente reformado, a maioria dos "senhores de terras" e "camponeses ricos" havia perdido todas as suas terras e frequentemente suas vidas ou haviam fugido. Todos os trabalhadores anteriormente sem terra haviam recebido terras, o que eliminou completamente essa categoria. Como resultado, os "camponeses de classe média", que agora representavam 90% da população da vila, possuíam 90,8% das terras, quase igualdade perfeita como alguém poderia esperar.
O acadêmico Brian DeMare afirma: "Após a reforma agrária e a redistribuição das terras das aldeias, muitos camponeses realmente prosperaram. A mudança da revolução rural para a produção agrícola regular geralmente resultou em colheitas crescentes e rendas em ascensão. Além do benefício óbvio do fim de décadas de guerra e caos, o entusiasmo dos novos proprietários de terras impulsionou a produção."

## Referencias
1. 1 2 3  Rodzinski, Witold (16 de setembro de 2017). A History of China (em inglês). [S.l.]: Pergamon Press
2. 1 2 3  Short, Philip (fevereiro de 2001). Mao: A Life (em inglês). [S.l.]: Macmillan
3. 1 2 3  Song Yongyi (宋永毅). «重审毛泽东土地改革的历史和现实意义（图）». Human Rights in China (中国人权). Consultado em 6 de maio de 2021
4. ↑  Chang, C. M. (11 de outubro de 2011). «Mao's Stratagem of Land Reform» (em inglês). ISSN 0015-7120. Consultado em 6 de maio de 2021
5. 1 2  Liu, Guoli (22 de julho de 2011). Politics and Government in China (em inglês). [S.l.]: ABC-CLIO
6. ↑  «1950: The Land Reform». China Internet Information Center. Consultado em 6 de maio de 2021
7. ↑  «土地改革运动是何时展开的？». China Internet Information Center. Arquivado do original em 30 de junho de 2020
8. ↑  Luo Siling (罗四鸰) (30 de setembro de 2017). «重庆教师多年调查土改真相，十九大前突遭开除». The New York Times (em chinês). Consultado em 6 de maio de 2021
9. ↑  Chen Ruansen (陈沅森). «土改，中国传统道德崩溃的开始». Universidade Chinesa de Hong Kong. Consultado em 6 de maio de 2021
10. ↑  Wemheuer, Felix, ed. (2019). «The Transformation to State Socialism (1953–1957)». Cambridge: Cambridge University Press. New Approaches to Asian History: 85–119. ISBN 978-1-107-12370-0. Consultado em 6 de maio de 2021
11. ↑  Gao, Meng. «从政治土改到农业合作化高潮:中国农业集体化运动的历史反思之一». Modern China Studies. Consultado em 6 de maio de 2021
12. ↑  Ho, Peter (2001). «Who Owns China's Land? Policies, Property Rights and Deliberate Institutional Ambiguity». The China Quarterly (166): 394–421. ISSN 0305-7410. Consultado em 6 de maio de 2021
13. ↑  «The Commune System (1950s)». Universidade Columbia. Consultado em 6 de maio de 2021
14. ↑  Heilmann (2018), p. 61.
15. 1 2  Bradley (2015), pp. 137–138.
16. ↑  Mühlhahn (2019), p. 402.
17. ↑  DeMare (2019), p. 10, 104–105.
18. ↑  Bradley (2015), p. 138.
19. ↑  Coderre, Laurence (2021). Newborn Socialist Things: Materiality in Maoist China. Durham: Duke University Press. 65 páginas. ISBN 978-1-4780-2161-2. OCLC 1250021710
20. 1 2 3 4 5  Opper (2020), p. 2.
21. 1 2 3 4 5  Opper (2020), p. 37.
22. 1 2  DeMare (2019), p. 137.
23. 1 2 3 4  Heilmann (2018), p. 48.
24. ↑  Opper (2020), p. 44.
25. ↑  Opper (2020), pp. 44–46.
26. 1 2 3  Opper (2020), p. 128.
27. 1 2  Ching, Pao-Yu (2021). Revolução e Contrarrevolução: A luta de classes contínua na China desde a libertação 2ª ed. Paris: Foreign languages press. 185 páginas. ISBN 978-2-491182-89-2. OCLC 1325647379
28. 1 2  Short (2001), pp. 436–437.
29. 1 2 3 4 5 6 7  Karl (2010), pp. 80–81.
30. ↑  DeMare (2019), pp. 166-168.
31. ↑  DeMare (2019), pp. 6–17.
32. ↑  DeMare (2019), p. 104.
33. ↑  Wu, Guo (26 de abril de 2014). «Expressão de Amargura: Educação Política na Reforma Agrária e Treinamento Militar sob o PCC, 1947–1951». The Chinese Historical Review. 21 (1): 3–23. doi:10.1179/1547402X14Z.00000000026. Consultado em 18 de março de 2023
34. ↑  DeMare (2019), pp. 104–105.
35. ↑  DeMare (2019), pp. 62–63.
36. ↑  DeMare (2019), p. 63.
37. ↑  Karl (2010), p. 82.
38. 1 2  DeMare (2019), p. 33.
39. ↑  Opper (2020), p. 27.
40. ↑  DeMare (2019), p. 111.
41. ↑  DeMare (2019), p. 10-11.
42. ↑  Huang (2020), pp. 249–250.
43. ↑  DeMare (2019), p. 167.
44. 1 2 3  Huang (2020), p. 250.
45. ↑  Opper (2020), p. 136.
46. 1 2 3  Opper (2020), p. 137.
47. 1 2 3  DeMare (2019), p. 84.
48. ↑  DeMare (2019), pp. 84–85.
49. ↑  Tanner (2015), pp. 134–135.
50. 1 2 3  Opper (2020), p. 139.
51. ↑  Huang (2020), p. 532.
52. ↑  DeMare (2019), p. 86.
53. ↑  Hinton, William (1972). Fanshen : a documentary of revolution in a Chinese village. Harmondsworth: Penguin. 7 páginas. ISBN 0-14-021570-0. OCLC 16255144
54. 1 2  DeMare (2019), p. 112.
55. ↑  CrookCrook (1979), p. 151.
56. ↑  Hinton (1966), p. xi.
57. ↑  DeMare (2019), p. 113.
58. 1 2 3  DeMare (2019), p. 114.
59. 1 2 3  Opper (2020), p. 145.
60. 1 2  Opper (2020), p. 149.
61. 1 2  Lin, Chun (2006). A transformação do socialismo chinês. Durham [N.C.]: Duke University Press. 43 páginas. ISBN 978-0-8223-3785-0. OCLC 63178961
62. 1 2  DeMare (2019), p. 18.
63. ↑  Lin, Chun (2006). A transformação do socialismo chinês. Durham [N.C.]: Duke University Press. 44 páginas. ISBN 978-0-8223-3785-0. OCLC 63178961
64. ↑  Wu, Harry (2013). «Classicide in Communist China». In:  Arrigo, Bruce and Heather Bersot. The Routledge Handbook of International Crime and Justice Studies. Routledge. ISBN 978-1-136-86850-4, xxv-xxvi
65. ↑  Liu, William Thomas (1967). Chinese Society Under Communism: A Reader (em inglês). [S.l.]: Wiley
66. ↑  Karl (2010), p. 31.
67. ↑  DeMare (2019), pp. 105–118.
68. ↑  DeMare (2019), p. 118.
69. ↑  Rummel, Rudolph .J. (2007). China's bloody century: genocide and mass murder since 1900. [S.l.]: Transaction Publishers. p. 222. ISBN 978-1-4128-0670-1
70. ↑  Su, Yang. Collective killings in rural China during the cultural revolution. Cambridge University Press, 2011, p.111
71. ↑  Margolin (2008), p. 455.
72. ↑  Stavis, Benedict (1978). A Política da Mecanização Agrícola na China. University of California: Cornell University Press. ISBN 978-0-8014-1087-1. Parece que entre 400.000 e 800.000 pessoas foram mortas oficialmente após 1949... A liderança comunista chinesa havia estimado que os senhores de terras e suas famílias constituíam 4 a 5 por cento da população rural - cerca de 20 milhões de pessoas. Isso implicaria que de 1 a 4 por cento das famílias dos senhores de terras foram mortas. Se meio milhão de pessoas foram mortas na reforma agrária, isso representaria 0,1 por cento da população rural ou 2,5 por cento da classe de senhores de terras, o que significaria aproximadamente uma morte em cada seis famílias de senhores de terras (pp. 29-30).
73. 1 2
74. ↑  Teiwes, Frederic (1987). «Estabelecimento do Novo Regime». In:  Twitchett, Denis; John K. Fairbank; Roderick MacFarquhar. A História de Cambridge da China. Cambridge University Press. p. 87. ISBN 0-521-24336-X. Consultado em 23 de agosto de 2008. Cópia arquivada em 20 de fevereiro de 2019. "Para uma revisão cuidadosa das evidências e uma estimativa cautelosa de 200.000 a 800.000 execuções, veja Benedict Stavis, A Política da Mecanização Agrícola na China (Ithaca, NY: Cornell University Press, 1978), 25–30.
75. 1 2  Lee Feigon. Mao: Uma Reinterpretação. Ivan R. Dee, 2002. ISBN 1-56663-522-5 p. 96: "Até 1952, eles tinham estendido a reforma agrária por todo o campo, mas no processo entre dois e cinco milhões de senhores de terras foram mortos."
76. ↑  Maurice Meisner. A China de Mao e Depois: Uma História da República Popular, Terceira Edição. Free Press, 1999. ISBN 0-684-85635-2 p. 72: "...a estimativa de muitos observadores relativamente imparciais de que cerca de 2.000.000 de pessoas foram executadas nos primeiros três anos da República Popular é provavelmente um palpite tão preciso quanto se pode fazer com base em informações escassas."
77. ↑  Steven W. Mosher. China Mal Compreendida: Ilusões Americanas e Realidade Chinesa. Basic Books, 1992. ISBN 0-465-09813-4 p. 74: "...um número que Fairbank citou como a faixa superior de estimativas "sóbrias".
78. ↑  Short (2001), p. 436.
79. 1 2  Benjamin A. Valentino. Soluções Finais: Assassinato em Massa e Genocídio no Século XX Arquivado em 2019-02-20 no Wayback Machine Cornell University Press, 2004. pp. 121–122. ISBN 0-8014-3965-5
80. ↑  Short (2001), p. 437.
81. ↑  Daniel Chirot. Tiranos Modernos: O Poder e a Prevalência do Mal em Nossa Era. Princeton University Press, 1996: 187 [ 2014-03-30 ] . ISBN 0-691-02777-3 (conteúdo original. Arquivado em 2014-07-03). [S.l.: s.n.]
82. ↑  Stavis, Benedict (1978). A Política da Mecanização Agrícola na China (em inglês). [S.l.]: Cornell University Press. 29 páginas. ISBN 978-0-8014-1087-1
83. 1 2  Zaiyu, Liu (2002). 第二次國共戰爭時期的還鄉團 (PDF). Hong Kong: Twenty First Century Bimonthly
84. ↑  Opper (2020), p. 164.
85. ↑  Opper (2020), p. 154.
86. ↑  DeMare (2019), p. 94.
87. ↑  «在中国共产党第七届中央委员会第六次全体会议上». Governo Popular Central da República Popular da China. Consultado em 27 de outubro de 2019. Cópia arquivada em 27 de outubro de 2019
88. ↑  ChenDavis (1998).
89. ↑  国家统计局编：《建国三十年全国农业统计资料（1949－1979）》，1980年3月印制。
90. ↑  DeMare (2019), p. 141.
91. ↑  Scheidel, Walter (2017). The Great Leveler: Violence and the History of Inequality from the Stone Age to the Twenty-First Century. [S.l.]: Princeton University Press. pp. 223, 226. ISBN 978-0-691-16502-8
92. ↑  DeMare (2019), p. 146.

1. ↑  O número de famílias, população e área total de terras aráveis são baseados no relatório anual de produção agrícola de 1950. As figuras para cada classe são calculadas com base na proporção de cada classe antes da reforma agrária em cada região.
2. ↑  O número de famílias foi calculado com base nos dados de pesquisa de 9900 famílias em 21 províncias e regiões autônomas. Outros dados são calculados com base nos dados de pesquisa de mais de 15.000 famílias rurais em 23 províncias e regiões autônomas em 1954.